# Escape from Planet Monday
Escape from Planet Monday – debiutancki solowy album studyjny brytyjskiego DJ–a i producenta muzycznego DJ–a Fresha. Został wydany 22 maja 2006 r. za pośrednictwem wytwórni Breakbeat Kaos i System Recordings. Na albumie znalazło się piętnaście utworów.

## Lista utworów
| Nr  | Tytuł utworu                                                          | Długość |
| --- | --------------------------------------------------------------------- | ------- |
| 1.  | „Nervous” (gościnnie Mary Byker)                                      | 5:16    |
| 2.  | „The Pink Panther”                                                    | 4:14    |
| 3.  | „All That Jaz” (gościnnie MC Darrison)                                | 2:58    |
| 4.  | „Babylon Rising” (gościnnie Pendulum i Singing Fats)                  | 5:54    |
| 5.  | „Closer” (DJ Fresh vs. DJ Shadow, gościnnie Sally Dury i MC Darrison) | 6:51    |
| 6.  | „X Project” (Intro)                                                   | 1:22    |
| 7.  | „X Project”                                                           | 5:12    |
| 8.  | „The Immortal”                                                        | 6:56    |
| 9.  | „Submarines” (Domestic Cold War Edit)                                 | 5:40    |
| 10. | „Funk Academy” (Intro)                                                | 0:58    |
| 11. | „Funk Academy”                                                        | 5:31    |
| 12. | „The Looking Glass” (gościnnie Jeremy Beadle)                         | 1:48    |
| 13. | „All Strung Out” (Thunder VIP)                                        | 5:51    |
| 14. | „Throw” (Intro)                                                       | 0:18    |
| 15. | „Throw” (gościnnie Neil Tennant)                                      | 9:43    |
|     |                                                                       | 1:08:32 |